# Mysidopsis eclipes
Mysidopsis eclipes är en kräftdjursart som beskrevs av Brattegard 1969. Mysidopsis eclipes ingår i släktet Mysidopsis och familjen Mysidae. Inga underarter finns listade i Catalogue of Life.